# ریو کارنی
ریو کارنی (انگلیسی: Reeve Carney؛ زادهٔ ۱۸ آوریل ۱۹۸۳) یک موسیقی‌دان اهل ایالات متحده آمریکا است.
او در فیلم بارش برف روی سروها، متولد ماه می، گسترش و خانه مد گوچی بازی کرده‌است.